# Adagio und Allegro
Adagio und Allegro op. 70 ist ein Kammermusikwerk in As-Dur für Klavier und Horn (ad libitum Violoncello oder Violine) von Robert Schumann. Es entstand im Februar 1849. Bereits vor der Drucklegung hatte Schumann alternative Ausgaben geplant, in denen das Horn von Violoncello oder Violine ersetzt werden kann.  Als Titel war zunächst Romanze und Allegro vorgesehen. Schumann entschied sich dann aber für Adagio und Allegro.

## Entstehung, Titelwahl und dergleichen
Alle Einzelheiten zur Entstehung der Komposition, Titelwahl und dergleichen wurden von Ernst Hettrich im Vorwort bzw. im Kritischen Bericht zur Urtextausgabe des Verlages G. Henle dargestellt.

## Charakter des Stückes
Der erste Satz ist melancholisch-langsam im Charakter, der zweite dagegen ein schnelles und sehr schweres „Bravourstück“, das Hornisten oder Cellisten viel Gelegenheit bietet, solistisch zu glänzen.

## Diskographie
Horn und Klavier
- Peter Damm (Horn) und Amadeus Webersinke, Berlin Classics 0031 732 BC (2008)
- Thomas Crome (Horn) und Gunther Hauer, BRS-CD (2000)
- Michael Höltzel (Horn) und Friedrich Wilhelm Schnurr, Dabringhaus und Grimm MDG 3240908-2 (1989)

Cello und Klavier
- Aus den 1950er-Jahren existiert u. a. eine Schallplatten-Interpretation mit Ottomar Borwitzky, dem damaligen Solocellisten der Berliner Philharmoniker.
- Heinrich Schiff  und Gerhard Oppitz, Philips 422 414-2 (1988)
- Mischa Maisky  und Martha Argerich, Deutsche Grammophon (2000)